# Corentin Moutet
Corentin Moutet, född 19 april 1999, är en fransk tennisspelare.

## Karriär
I januari 2020 nådde Moutet sin första final på ATP-touren vid Qatar Open, där han förlorade mot Andrej Rubljov.

## Titlar och finaler

### ATP-finaler i kronologisk ordning

#### Singel: 1 (1 andraplats)
| Teckenförklaring                  |
| --------------------------------- |
| Grand Slam turneringar (0–0)      |
| ATP World Tour Finals (0–0)       |
| ATP World Tour Masters 1000 (0–0) |
| ATP World Tour 500 Series (0–0)   |
| ATP World Tour 250 Series (0–1)   |

| Finaler efter underlag |
| ---------------------- |
| Hard court (0–1)       |
| Grus (0–0)             |
| Gräs (0–0)             |

| Resultat | V–F | Datum        | Turnering         | Kategori   | Underlag       | Motståndare   | Resultat      |
| -------- | --- | ------------ | ----------------- | ---------- | -------------- | ------------- | ------------- |
| Tvåa     | 0–1 | Januari 2020 | Qatar Open, Qatar | 250 Series | Hard court (i) | Andrey Rublev | 2–6, 6–7(3–7) |